# 2000年夏季残疾人奥林匹克运动会法罗群岛代表团
2000年夏季残疾人奥林匹克运动会法罗群岛代表团是法罗群岛派出的2000年夏季残疾人奥林匹克运动会代表团。获得3枚银牌和1枚铜牌。